# Erhan Abir
Erhan Abir, né le 26 juillet 1945 à Aydın et mort le 5 avril 2016 à Istanbul, est un acteur turc. 

## Biographie
Il a réalisé l'essentiel de sa carrière aux théâtres de la Ville d'Istanbul.

## Filmographie
- 1979 : Yıkılış : le commissaire Kemal (voix)
- 1974 : Mahkûm : l'avocat (voix)
- 1973 : Siyah eldivenli Adam (voix)

## Récompenses
- Prix Sadri Alışık du meilleur rôle masculin pour L'Histoire sans fin (2007)
- Prix Afife du meilleur second rôle masculin pour Çığ (2011)